# In Another World
In Another World è il ventesimo album in studio del gruppo musicale statunitense Cheap Trick, pubblicato nel 2021.

## Tracce
Testi e musiche di Rick Nielsen, Robin Zander, Tom Petersson, Julian Raymond e Daxx Nielsen, eccetto dove indicato.
1. The Summer Looks Good on You – 3:56
2. Quit Waking Me Up – 3:42 (R. Nielsen, Zander, Petersson, Raymond, Kristian Bush, D. Nielsen)
3. Another World – 4:02
4. Boys & Girls & Rock N Roll – 3:53
5. The Party – 2:54
6. Final Days – 4:39
7. So It Goes – 3:03
8. Light Up the Fire – 2:53
9. Passing Through – 3:19
10. Here's Looking at You – 3:20 (Linda Perry, R. Nielsen, Zander, Petersson, D. Nielsen)
11. Another World (Reprise) – 3:24
12. I'll See You Again – 2:49
13. Gimme Some Truth – 3:26 (John Lennon)

## Formazione
Gruppo
- Robin Zander – voce, chitarra
- Rick Nielsen – chitarra
- Tom Petersson – basso
- Daxx Nielsen – batteria

Altri musicisti
- Tim Lauer – tastiera
- Bennett Salvay – tastiera
- Jimmy Hall – armonica
- Steve Jones – chitarra (traccia 13)
- Robin Taylor Zander – chitarra, voce